# 5297 Schinkel
5297 Schinkel eller 4170 T-2 är en asteroid i huvudbältet som upptäcktes den 29 september 1973 av den nederländsk-amerikanske astronomen Tom Gehrels och det nederländska astronomparet Ingrid van Houten-Groeneveld och Cornelis Johannes van Houten vid Palomarobservatoriet. Den är uppkallad efter den tyske arkitekten Karl Friedrich Schinkel.
Asteroiden har en diameter på ungefär 5 kilometer och den tillhör asteroidgruppen Flora.